# I de Moran

Los cuadrados blancos y negros están perfectamente dispersos, por lo que el I de Moran sería -1. Si los cuadrados blancos se apilan a la mitad del tablero y los cuadrados negros al otro, el I de Moran estaría cerca de +1. Una disposición aleatoria de colores cuadrados daría a I de Moran un valor que es cercano a 0.

En estadística, la I de Moran es una medida de autocorrelación espacial desarrollada por Patrick Alfred Pierce Moran. La autocorrelación espacial se caracteriza por la correlación de una señal entre otras regiones en el espacio. La autocorrelación espacial es más compleja que una dimensión de autocorrelación debido a que la correlación espacial es multi-dimensionales (es decir, 2 o 3 dimensiones del espacio) y multi-direccional.

## Definición
La I de Moran se define:
{\displaystyle I={\frac {N}{\sum _{i}\sum _{j}w_{ij}}}{\frac {\sum _{i}\sum _{j}w_{ij}(X_{i}-{\bar {X}})(X_{j}-{\bar {X}})}{\sum _{i}(X_{i}-{\bar {X}})^{2}}}}
donde {\displaystyle N} es el número de unidades espaciales indexados por {\displaystyle i} y {\displaystyle j}; {\displaystyle X} es la variable de interés; {\displaystyle {\bar {X}}} es la media de {\displaystyle X}; y {\displaystyle w_{ij}} es un elemento de una matriz de pesos espaciales.
El valor esperado de la I de Moran bajo la hipótesis nula de no autocorrelación espacial es
{\displaystyle E(I)={\frac {-1}{N-1}}}
Su varianza es igual
{\displaystyle \operatorname {Var} (I)={\frac {NS_{4}-S_{3}S_{5}}{(N-1)(N-2)(N-3)(\sum _{i}\sum _{j}w_{ij})^{2}}}}
donde
{\displaystyle S_{1}={\frac {1}{2}}\sum _{i}\sum _{j}(w_{ij}+w_{ji})^{2}}
{\displaystyle S_{2}={\frac {\sum _{i}(\sum _{j}w_{ij}+\sum _{j}w_{ji})^{2}}{1}}}
{\displaystyle S_{3}={\frac {N^{-1}\sum _{i}(x_{i}-{\bar {x}})^{4}}{(N^{-1}\sum _{i}(x_{i}-{\bar {x}})^{2})^{2}}}}
{\displaystyle S_{4}={\frac {(N^{2}-3N+3)S_{1}-NS_{2}+3(\sum _{i}\sum _{j}w_{ij})^{2}}{1}}}
{\displaystyle S_{5}=S_{1}-2NS_{1}+{\frac {6(\sum _{i}\sum _{j}w_{ij})^{2}}{1}}}
Los valores negativos (positivos) indican negativo (positivo) de autocorrelación espacial. Los valores oscilan entre -1 (indicando dispersión perfecta) a 1 (correlación perfecta). Un valor de cero indica un patrón espacial aleatoria. Para las pruebas de hipótesis estadísticas, los valores de Moran I pueden ser transformados a la Z-score en el que los valores superiores a 1,96 o menor que -1.96 indican autocorrelación espacial que es significativo al nivel del 5%.
I de Moran es inversamente proporcional a C de Geary, pero no es idéntica. De Moran I es una medida de autocorrelación espacial global, mientras que C de Geary es más sensible a la autocorrelación espacial local.

## Usos
El I de Moran es ampliamente utilizado en los campos de geografía y ciencia de los CI. Algunos ejemplos incluyen:
- El análisis de las diferencias geográficas en las variables de salud.

- Se ha utilizado para caracterizar el impacto de las concentraciones de litio en el agua pública en la salud mental.

- También se ha utilizado recientemente en dialectología para medir la importancia de la variación del idioma regional.